# Cyclone Hollanda
Cet article concerne un cyclone. Pour l'oiseau préhistorique, voir Hollanda.
Le cyclone Hollanda est un cyclone tropical qui fut actif dans le sud-ouest de l'océan Indien du 6 au 15 février 1994. Sa trajectoire le fit survoler l'île Maurice le 10 février puis La Réunion.
Le cyclone Hollanda est considéré comme le pire cyclone tropical ayant frappé Maurice depuis 19 ans, malgré des vents n'ayant guère dépassé les 155 km/h. Hollanda y a détruit 450 habitations — retirant leur abri à plus de 1 500 habitants — et ravagé près de la moitié de la surface des plantations de canne à sucre. Après le passage du cyclone, on chiffre son impact économique à 135 millions de dollars US pour deux victimes. Une semaine après Hollanda, le cyclone Ivy frappait à nouveau l'île.
Les précipitations maximales ont été enregistrées à La Réunion à Grand Coude avec une valeur de 741 mm.

## Évolution météorologique
Dans la nuit du 6 au 7 février 1994, Météo-France constate pour la troisième fois la naissance d'une dépression tropicale circulaire au sud de l'archipel des Chagos issue d'une perturbation de la ZCIT, les deux précédentes ayant donné naissance aux cyclones Edma et Geralda. Le Joint Typhoon Warning Center (JTWC) estime quant à lui sa naissance un jour avant.
Le 8 février, le système dépressionnaire devient une tempête, nommée Hollanda. Sa trajectoire s'oriente vers le sud-ouest sous l'influence d'une crête barométrique, puis descend sur le sud en raison d'un creux barométrique. À ce niveau, la tempête change de stade pour devenir un cyclone tropical le 9 février. Son œil a alors un diamètre de 20 km, et prend le chemin de l'île Maurice.
En poursuivant son intensification, le cyclone frappe les côtes mauriciennes septentrionales le 10 février à 18 h UTC au sommet de sa force. Météo-France évalue la vitesse du vent (soutenu sur dix minutes) à 155 km/h. Des rafales de plus de 230 km/h ont accompagné les vents. Le JTWC estimait de son côté des pics à 195 km/h (soutenus sur une minute).
En survolant l'île Maurice, l'œil du cyclone a été perturbé, mais Hollanda a conservé pratiquement toute son intensité lors de son passage au sud-est de l'île de La Réunion, le 11 février. Au-delà, la trajectoire s'est orientée vers le pôle Sud, et son œil, de plus en plus instable, n'a plus été discernable à partir du 13 février. Le lendemain, Hollanda était catégorisée en cyclone extratropical. Après cette date, les restes du phénomène ont pu être observés encore trois jours avant sa dissolution complète.

### Sur l'île Maurice
Avant l'arrivée du cyclone sur Maurice, la majorité des habitants étaient déjà à l'intérieur de leur logement, puisque la date d'arrivée de Hollanda coïncidait avec le Nouvel an chinois. En prévision de son arrivée, l'aéroport, ainsi que la majorité des commerces et banques, étaient fermées. Les autorités ont interdit la circulation automobile et ordonné le confinement. Les prévisionnistes s'attendaient alors à un passage de Hollanda légèrement hors des terres.
À la dernière minute, le cyclone est devenu terrestre au moment de son intensité maximale, balayant la capitale de rafales de 216 km/h. Les vents les plus importants ont soufflé sur la moitié nord et ouest, en particulier sur la frange littorale. On considère alors qu'il s'est agi du cyclone le plus fort depuis Gervaise en 1975. Les pluies torrentielles ont accompagné les vents : 711 mm ont été mesurés à Mare aux Vacoas. Sur l'ensemble de l'île, Hollanda est responsable de la destruction de 295 maisons, et de graves dommages sur 160 autres, laissant plus de 1 500 sans-abris. L'ambassade de Russie a été suffisamment endommagée pour que les bureaux soient transférés dans un autre immeuble. Les dégâts subis par les écoles ont été chiffrés à 25 millions de roupies mauriciennes, soit environ 1,3 million de dollars US de l'époque. Certains établissements scolaires ont de ce fait été fermés pendant douze jours ; 30 % des arbres ont été couchés, beaucoup de pylônes électriques ont été pliés, laissant 60 % de la population sans électricité ni téléphone. En outre, l'ensemble des lignes téléphoniques internationales ont été coupées pendant le passage du cyclone. Si les cultures de canne ont été sévèrement touchées, l'industrie touristique s'en est globalement bien sortie.
Finalement, après le passage de Hollanda, on dénombrait deux morts et 135 millions de dollars US de dégâts. La production sucrière a été divisée par deux, et ces effets ont été aggravés la semaine suivante, à la suite du passage du cyclone Ivy. Entre-temps, le réseau routier avait en bonne partie été remis en état de fonctionnement. Il a fallu dix jours pour restaurer le système électrique.
Comme autre conséquence de Hollanda, le gouvernement mauricien a ouvert 130 abris anti-cycloniques et débloqué une aide de 5 000 roupies pour les personnes ayant perdu leur logement. Le Premier ministre a également demandé une aide financière à l'Europe. Cette aide était destinée à la remise en état des réseaux téléphonique et électrique, ainsi qu'à la reforestation des zones les plus sinistrées.
La baisse de 10 % du PIB mauricien cette année-là est grandement imputable à Hollanda,.

### Sur l'île de La Réunion
L'alerte rouge est déclenchée le 10 février 1994 à 23h et durera jusqu'au 11 février à 19h. Le cyclone passe au plus près à 20km au sud-est de Saint Philippe avec des rafales à 234km/h à Piton Sainte Rose.